# 柏林宣言

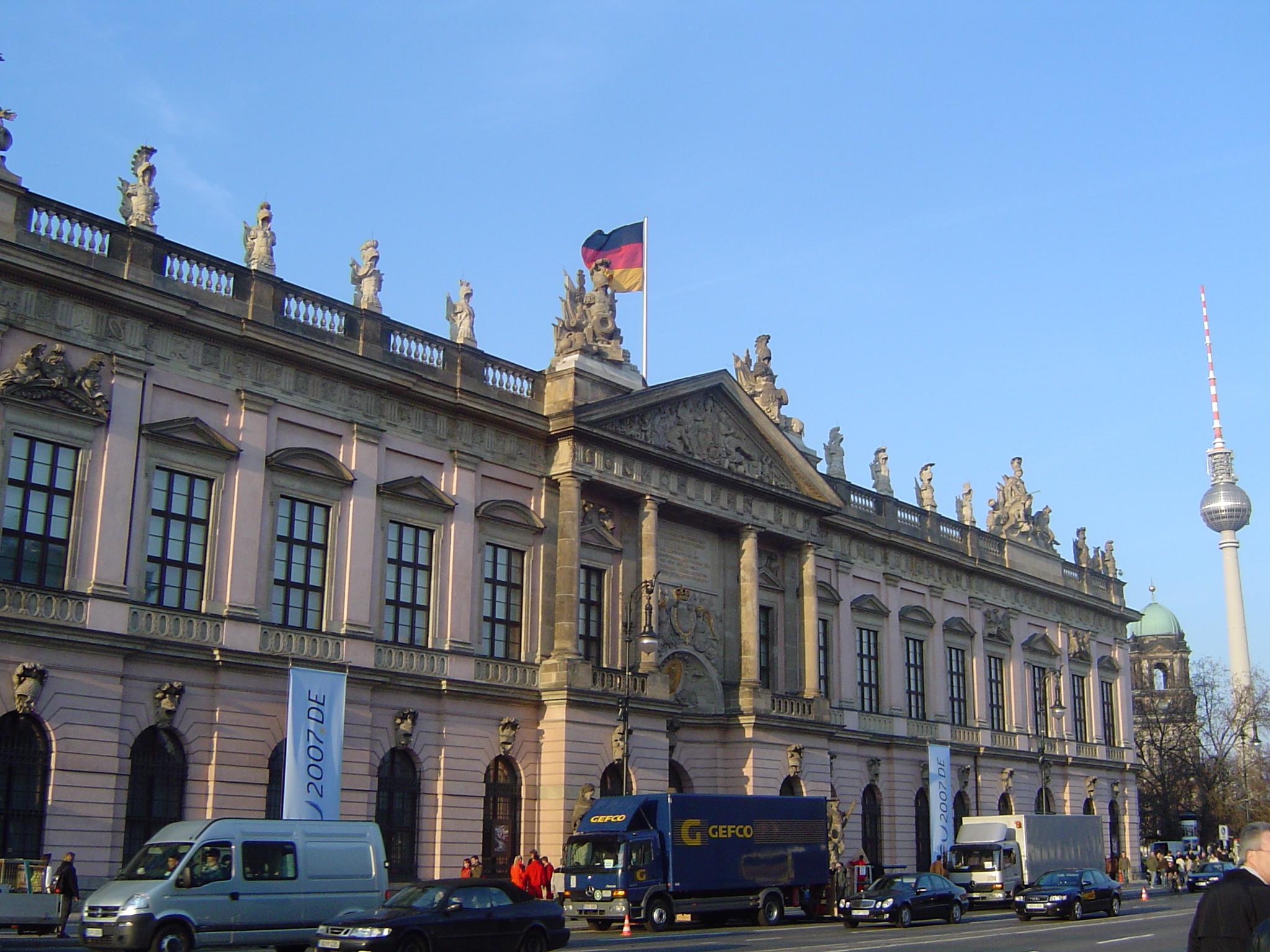
《柏林宣言》签署地：柏林历史博物馆

《柏林宣言》（官方名称：《罗马条约签署五十年之际宣言》 德语：-{Erklärung anlässlich des 50. Jahrestages der Unterzeichnung
der Römischen Verträge}-）是一份由德国领导下的欧洲理事会所起草，于欧盟27个成员国的国家和政府首脑在庆祝《罗马条约》签署50年之际（2007年3月25日），由时任欧盟理事会轮值主席默克尔，欧洲委员会主席巴罗佐，欧洲议会议长珀特林在德国首都柏林联合签署的文件。《柏林宣言》的主要内容和目标：修订一份新的欧盟条约，并使其从2009年6月欧洲议会换届选举之后生效。 这份新的条约将取代由法国和荷兰通过全民公决于2005年所否决的原有《欧盟宪法》。

## 内容
宣言的第一部分回顾了欧盟50年来的历史，欧洲共同体的价值。随后提及并展望了欧盟今后的挑战，尤其是针对恐怖主义、贫穷、能源和环保等问题上的对策。宣言最后重点重申了改革欧盟体制和运作方式的必要性。

## 各方反应
- 在欧盟内部，各成员国大多对《柏林宣言》表示了谨慎的乐观，但都意识到宣言没有提到“宪法”二字。《欧盟宪法》被法国和荷兰否决之后，《柏林宣言》的主要意义在于打破目前的《欧盟宪法》僵局，使得欧盟的体制能够得以完善而更好的运作。[2]捷克总统瓦茨拉夫·克劳斯内克表示：《柏林宣言》并不是真正意义上的条约，只是对欧盟在立宪方面制定了一个日程表。波兰总统莱赫·卡钦斯基更是认为新条约在2009年生效是“不现实的”。[1]

- 俄罗斯总统普京表示“俄罗斯文化与精神是欧洲文明不可或缺的一部分。”但同时声明俄罗斯将致力于发展和欧盟的伙伴关系，而不会在可预见的将来加入欧盟。[3]

- 梵蒂冈教皇本笃十六世对《柏林宣言》提出了批评，他认为欧盟各国疏忽了基督教这个欧洲认知的一个重要元素。[4]

## 资料来源
1. 1 2  .   [2007-03-25]. （原始内容存档于2007-04-04）.
2. ↑  http://www.liberation.fr/actualite/monde/243211.FR.php
3. ↑  .   [2007-03-25]. （原始内容存档于2007-09-28）.
4. ↑  http://www.tagesschau.de/aktuell/meldungen/0,1185,OID6552126_REF_NAV_BAB,00.html%5B%5D